# Sievershütten
Sievershütten er en by og en kommune i det nordlige Tyskland, beliggende i Amt Kisdorf i den vestlige del af Kreis Segeberg. Kreis Segeberg ligger i den sydøstlige del af delstaten Slesvig-Holsten.
- redet røgterhus i Sievershütten

## Geografi
I kommunen ligger, ud over Sievershütten, landsbyerne og bebyggelserne Heide, Karlsburg, Hasenhörn, Dänischmüssen og Im Busch. Området ligger omkring 20 km nord for Norderstedt. Vest for kommunen går motorvejen A 7 fra Hamborg mod Flensborg og mod nord går Bundesstraße B 206 fra Itzehoe mod Bad Segeberg og mod øst B 432 fra Norderstedt mod Bad Segeberg.